# Acroschisma
Acroschisma es un género de musgos hepáticas perteneciente a la familia Amblystegiaceae. Comprende 2 especies descritas y 2 aceptadas:

## Taxonomía
El género fue descrito por  John Lindley y publicado en The Vegetable Kingdom 63. 1846.  La especie tipo es: Acroschisma wilsonii (Hook. f.) A. Jaeger

## Especies aceptadas
A continuación se brinda un listado de las especies del género Acroschisma aceptadas hasta diciembre de 2014, ordenadas alfabéticamente. Para cada una se indica el nombre binomial seguido del autor, abreviado según las convenciones y usos. 
1. Acroschisma andensis Spruce
2. Acroschisma wilsonii (Hook. f.) A. Jaeger